# Fijnaart en Heijningen

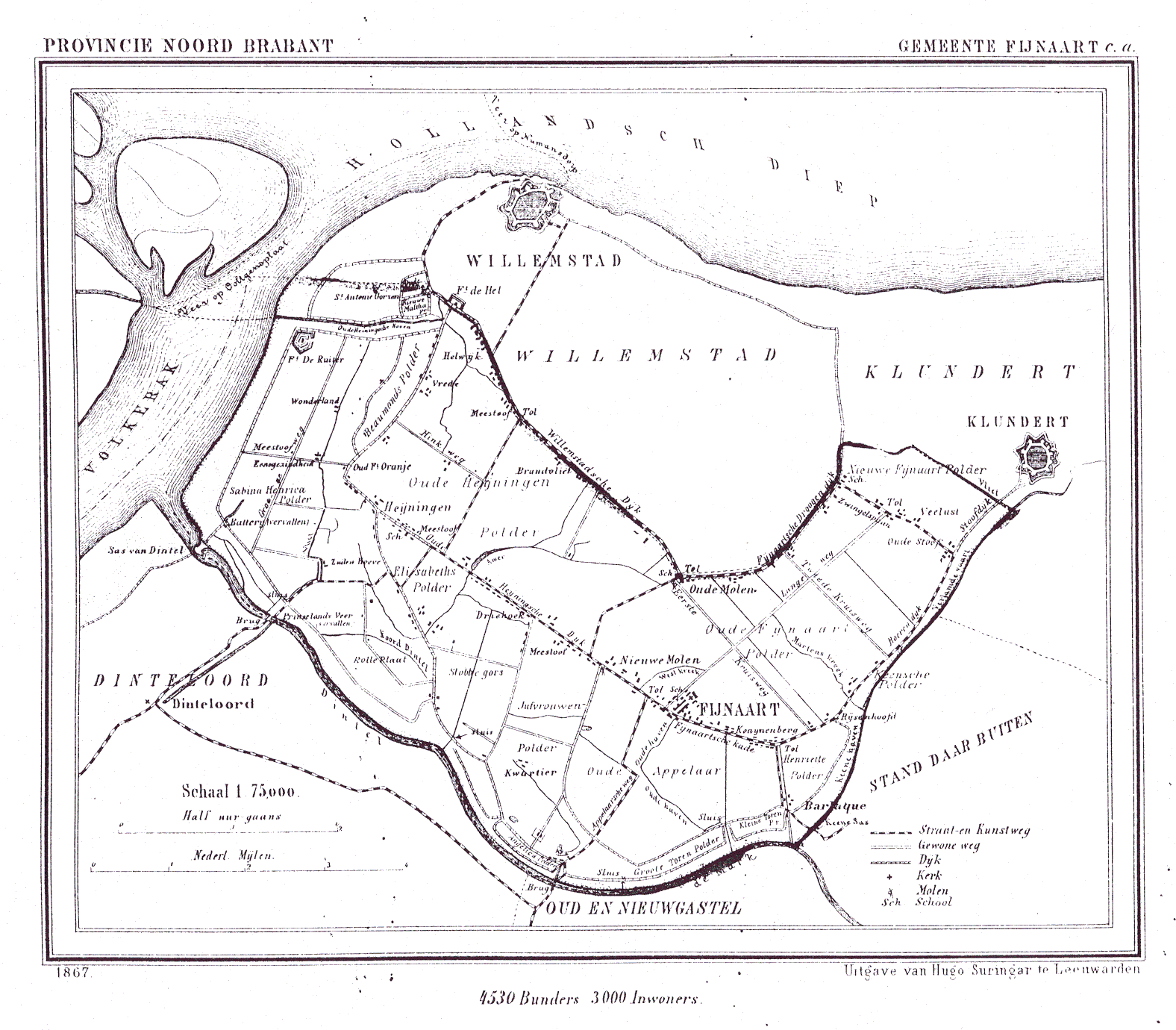
Carte de Fijnaart en Heijningen en 1867

Fijnaart en Heijningen est une ancienne commune néerlandaise de la province du Brabant-Septentrional.
Fijnaart en Heijningen est située dans le nord-ouest du Brabant-Septentrional, au bord du Volkerak et au sud de la ville fortifiée de Willemstad. La commune était constituée des villages de Fijnaart et de Heijningen, et plusieurs hameaux, dont Nieuwemolen, Oudemolen et Zwingelspaan.
En 1840, Fijnaart en Heijningen comptait 382 maisons et 2 608 habitants.
La commune a existé jusqu'au 1er janvier 1997, date de son rattachement à Zevenbergen, commune qui a été renommée Moerdijk, le 1er janvier 1998.